# Collettività d'oltremare
La collettività d'oltremare (in francese: Collectivité d'outre-mer) o COM è una suddivisione territoriale della Francia, introdotta dalla revisione costituzionale del 28 marzo 2003 per designare alcuni territori della Repubblica il cui statuto è retto dall'articolo 74 della Costituzione. La loro lista raggruppa i vecchi TOM e le altre collettività territoriali a statuto particolare.

## Elenco
| Collettività            | Capoluogo    | Note |
| ----------------------- | ------------ | --- |
| Polinesia francese      | Papeete      | retta da uno statuto di grande autonomia, di cui due manifestazioni simboliche sono il titolo dato al presidente del governo locale (presidente della Polinesia francese) e la denominazione specifica di paese d'Oltremare accordato solo a questa collettività locale dalla legge del 27 febbraio 2004 |
| Saint-Barthélemy        | Gustavia     | un gruppo di isole nelle Piccole Antille. Un nuovo status è stato accordato a questa collettività dalla legge del 21 febbraio 2007 |
| Saint-Pierre e Miquelon | Saint-Pierre | nell'oceano Atlantico al largo del Canada. Ha anch'essa un'organizzazione simile a quella di un dipartimento, con un consiglio generale dove siedono i rappresentanti di ciascun comune, ma è priva di un consiglio regionale; tuttavia, la personalità giuridica specifica della collettività in certi trattati economici internazionali d'interesse regionale non le permette d'essere considerata come un DOM, benché la collettività non disponga sempre della specialità legislativa; ciò è simbolicamente affermato dalla denominazione specifica di collettività territoriale della Repubblica francese, conferita dalla legge del 21 febbraio 2007 |
| Saint-Martin            | Marigot      | la parte settentrionale dell'isola di Saint Martin nelle Piccole Antille. Un nuovo status è stato accordato a questa collettività dalla legge del 21 febbraio 2007 |
| Wallis e Futuna         | Matāʻutu     | nell'Oceano Pacifico. Possiedono uno statuto specifico: sono la sola porzione abitata dei territori francesi non suddivisa in comuni bensì nei tre Regni tradizionali (royaumes coutumiers) Uvea, Sigave e Alo |
| Nuova Caledonia         | Numea        | sui generis |